# Isola di Spafar'ev
L'isola di Spafar'ev (in russo Остров Спафарьева?) è un'isola russa che si trova nel mare di Ochotsk, dalla parte occidentale dell'ingresso della baia del Tauj (Тауйская губа). Amministrativamente appartiene all'Ol'skij rajon dell'Oblast' di Magadan, nell'Estremo Oriente russo. È stata scoperta nel 1740 dalla spedizione di Vitus Bering.
Sull'isola è presente un insediamento nella parte centrale. Ci sono due impianti di lavorazione del pesce che hanno operato fino al 1993, una stazione meteo e il faro della marina russa. L'attuale popolazione dell'isola è di 6 persone (2012). Fondamentalmente si tratta di idrografi e meteorologi che lavorano alla stazione meteo.

## Geografia
L'isola è composta di due parti montuose, collegate da un basso istmo di sassi lungo più di 1 km. L'altezza massima è di 571 m (monte Comandante Bering; гора Командора Беринга), nella parte settentrionale. La superficie totale dell'isola è di 32 km², di cui 22 km² nella parte nord e 10 km² nella parte meridionale. L'isola di Spafar'ev è separata dalla penisola di Chmitevskij dallo stretto di Lichačëv (проливом Лихачёва). La punta nord dell'isola si chiama capo Riabokon' (мыс Рябоконь), quella sud-orientale capo Kaktina (мыс Кактина). A nord, più vicina alla costa continentale si trova la piccola isola Talan.

## Storia
Isola di Spafar'ev è stata così chiamata in onore di Leontij Vasil'evič Spafar'ev (1765-1845), ufficiale della marina russa, idrografo e cartografo dell'ammiragliato.